# Czartajew
Czartajew – wieś w Polsce położona w województwie podlaskim, w powiecie siemiatyckim, w gminie Siemiatycze.
| SIMC    | Nazwa | Rodzaj    |
| ------- | ----- | --------- |
| 1012407 | Dwór  | część wsi |

Wieś jest siedzibą rzymskokatolickiej parafii Podwyższenia Krzyża Świętego.

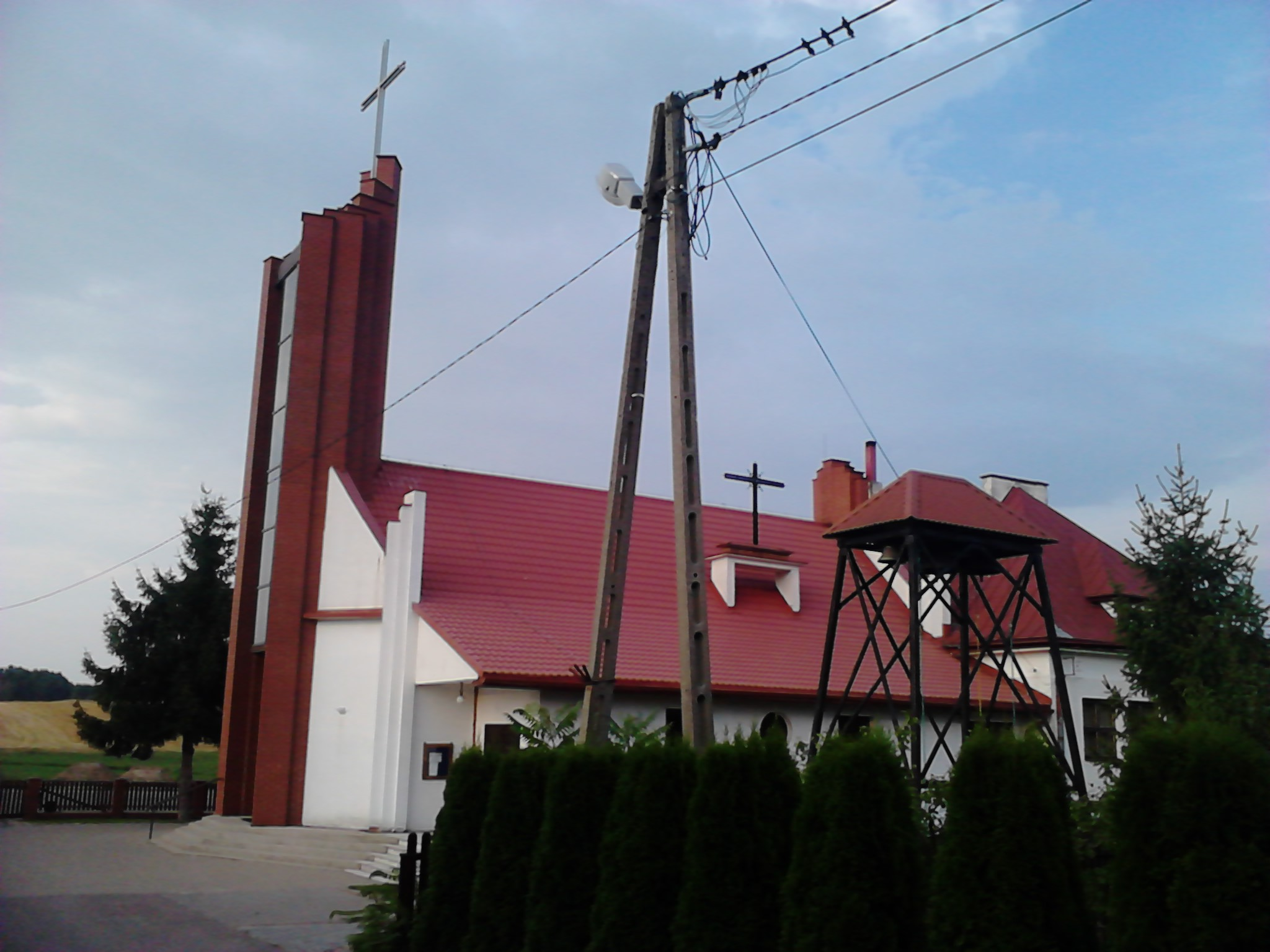
Kościół Przemienienia Pańskiego

## Historia
Wieś Czartajewo była własnością starosty drohickiego Zbigniewa Ossolińskiego w 1673 roku, leżała w ziemi drohickiej województwa podlaskiego w 1795 roku. W latach 1640–1750 należała do rodziny Ossolińskich, wcześniej między innymi Kiszków i Chądzyńskich. Następnie drogą posagu Katarzyny z Ossolińskich Jabłonowskiej przeszła do Jabłonowskich. W 1806 roku została sprzedana Ciecierskim.
W latach 1952–1954 miejscowość była siedzibą gminy Czartajew. W latach 1954–1972 wieś należała i była siedzibą władz gromady Czartajew. W latach 1975–1998 miejscowość administracyjnie należała do województwa białostockiego.